# Marian Foksowicz

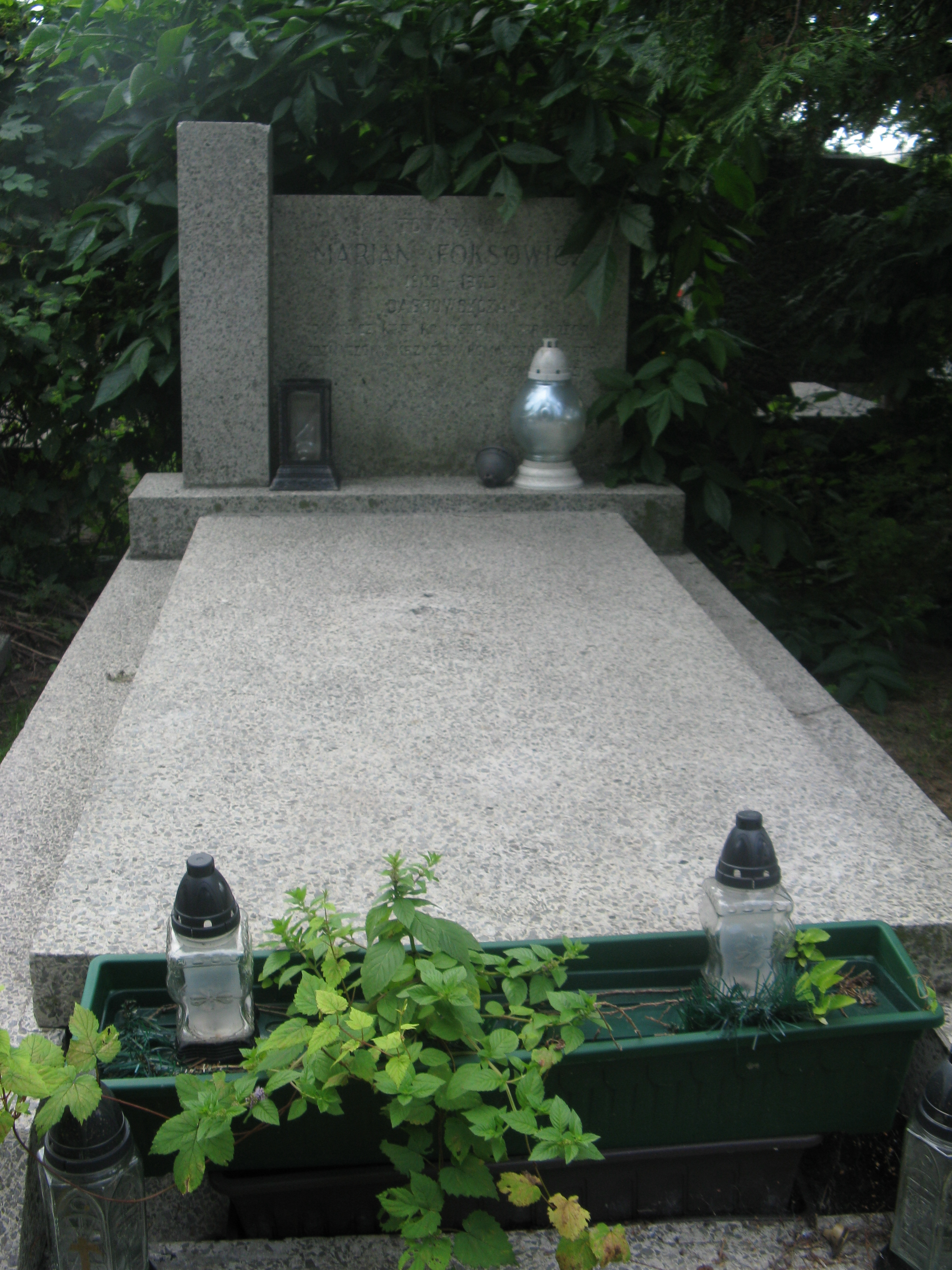
Grób Mariana Foskowicza na Cmentarzu Wojskowym na Powązkach

Marian Foksowicz (ur. 25 marca 1909 w Przedborzu, zm. 14 marca 1973 w Warszawie) – działacz komunistyczny, kapitan UB.

## Życiorys
Po ukończeniu 7 klas szkoły powszechnej pracował w wytwórni noży. Od 1927 mieszkał w Mińsku Mazowieckim. Od marca 1932 do września 1933 odbywał służbę wojskową w 25 pp w Piotrkowie Trybunalskim, skończył Szkołę Podchorążych Rezerwy Piechoty i został mianowany kapralem, a w 1934, po dodatkowym szkoleniu - plutonowym. W 1934, pod wpływem starszych braci Aleksego i Zygmunta działających w ruchu komunistycznym, wstąpił do KPP. Sekretarz komórki i członek Egzekutywy Komitetu Miejskiego KPP w Mińsku Mazowieckim, działacz tej partii w ruchu związkowym, zajmował się głównie prowadzeniem strajków. W 1937 wyjechał do Hiszpanii, został instruktorem szkolenia bojowego Brygad Międzynarodowych i wstąpił do Brygady im. J. Dąbrowskiego. Komisarz polityczny kompanii im. Tarasa Szewczenki w 3 batalionie Palafoxa, potem zastępca dowódcy, w końcu dowódca tej kompanii. W lipcu 1937 mianowany kapitanem hiszpańskich wojsk republikańskich. Uczestnik wojny domowej w Hiszpanii, w 1938 ranny nad Ebro.
9 lutego 1939 wraz z innymi żołnierzami Brygady internowany we Francji, w obozie St. Cyprien. Członek FPK. W marcu 1941 przedostał się do ZSRR. Udał się do Moskwy, skąd został skierowany do Sołnecznogorska i do Soczi. Po ataku Niemiec na ZSRR wstąpił do Armii Czerwonej, ukończył szkolenie dywersyjne i 28 lipca 1941 został zrzucony na tyły niemieckiej armii jako dowódca 7-osobowej grupy między Kowlem a Pińskiem. Po potyczce z Niemcami i Ukraińcami, w której zginęło 4 członków grupy, dostał się do niewoli i przewieziony do Równego, skąd zbiegł. W okolicach Szepietówki wysadził dwa niemieckie pociągi towarowe i do wiosny 1942 ukrywał się w okolicach Kamieńca Podolskiego, potem został wywieziony na roboty do Niemiec, gdzie wiosną 1945 został uwolniony przez aliantów. Potem został skierowany przez NKWD do Dniepropietrowska, gdzie pracował w przemyśle do czerwca 1946, gdy wrócił do kraju. Wstąpił do PPR i UB. Dzięki rekomendacji brata Zygmunta, który był funkcjonariuszem UB w Białymstoku, został przyjęty do pracy w centrali MBP w Warszawie jako referent sekcji ds. funkcjonariuszy. 16 X 1946 skierowany do WUBP w Gdańsku, gdzie został starszym referentem sekcji 1 Wydziału III WUBP. Od 1 VI 1947 zastępca szefa, a od 1 IX 1947 szef PUBP w Wejherowie. 15 marca 1948 zwolniony ze służby. W 1961 był portierem w Polskiej Misji Wojskowej w Berlinie.
Odznaczony Krzyżem Komandorskim Orderu Odrodzenia Polski. W 1966 przeszedł na emeryturę specjalną dla zasłużonych. Pochowany na wojskowych Powązkach (kwatera 28CII-2-6).